# Racing Point F1 Team
Racing Point F1 Team (por motivos publicitarios, BWT Racing Point F1 Team, y previamente conocido como Racing Point Force India F1 Team), fue una escudería británica de Fórmula 1 surgida en agosto de 2018 tras la adquisición del equipo indio Force India por parte del consorcio de Lawrence Stroll, denominado legalmente Racing Point Ltd. Tenía sede en Silverstone, Northamptonshire.
Racing Point F1 Team comenzó a competir a partir del Gran Premio de Bélgica de 2018, luego de informarle a la FIA de la entrada del nuevo equipo y de perder todos los puntos que su antecesor había obtenido durante la temporada. En 2021, el equipo se convirtió en el Aston Martin F1 Team, tras una inversión de Lawrence Stroll a la compañía Aston Martin por 182 millones de libras esterlinas.

## Historia

### Antecedentes
Racing Point tiene su base en el antiguo equipo Sahara Force India F1 Team, una escudería india de Fórmula 1 creada en octubre de 2007, surgida a raíz de la compra de Spyker F1 por parte del consorcio formado por el empresario de la India Vijay Mallya y por el neerlandés Michiel Mol, pagando 88 millones de euros para adquirir la mitad de las acciones del equipo. Participa en el Mundial de Fórmula 1 desde 2008. En octubre de 2011, la compañía India Sahara India Pariwar adquirió el 42,5% de las acciones de Force India F1 por 100 millones de dólares estadounidenses.
Sahara Force India F1 Team representó el incremento de participación de India en Fórmula 1 junto con el Circuito Internacional de Buddh, que albergó el primer Gran Premio de la India en 2011, los pilotos Karun Chandhok y Narain Karthikeyan, y el Sahara India Pariwar Group.
El equipo indio participó ininterrumpidamente hasta el Gran Premio de Hungría de 2018. Durante el descanso del verano europeo, se confirmó primero la venta del equipo y luego la petición a la FIA para competir como nueva escudería, perdiendo todos los puntos que Force India había acumulado hasta ese momento.

### 2018: Compra de Force India y temporada debut
Para 2018, Force India decidió mantener a su dúo de pilotos, y a pesar de los escasos recursos, se aspiraba a retener la cuarta posición en constructores. Sin embargo, la temporada empezó mal para los intereses del equipo indio, el cual pasó de estar puntuando con regularidad a luchar por no estar fuera del top 10. Aun así, la escudería logra un balsámico podio en Bakú, donde Sergio Pérez se aupó al tercer puesto después de una carrera llena de incidentes y errores de los pilotos punteros.
No obstante los problemas eran mayores, puesto que la situación económica de la escudería era precaria y corría el riesgo de ser intervenida o incluso desaparecer. Mientras, la escudería conseguía puntuar de vez en cuando, pero sin la regularidad del año anterior.
El ahogo económico se hizo evidente después de Hungría, cuando se anunció la intervención judicial de la escudería; algunos medios insinuaron que Pérez estaba detrás del asunto (de malas maneras), pero el mexicano salió al paso de las acusaciones, diciendo que forzó la situación por los 400 empleados del equipo. Durante las semanas siguientes se dudó de su continuidad en la Fórmula 1, pero semanas anteriores al GP de Bélgica, un consorcio de inversores llamado Racing Point UK Limited, liderado por Lawrence Stroll (padre de Lance, piloto de Williams), adquirió Force India, salvando los empleos de sus trabajadores y pudiendo así seguir compitiendo en el campeonato, aunque a costa de volver a empezar de cero (en ese momento la escudería era sexta con 59 puntos); hecho que quedó comprobado porque los demás equipos lo exigieron para aprobar su continuidad en el mundial.
Finalmente la renovada escudería terminaría en séptimo lugar de diez equipos, con 52 puntos logrados en las últimas nueve pruebas de 2018, sin embargo, se debe anotar que, si Force India hubiese mantenido los puntos de las carreras iniciales, hubieran sido quintos.

### 2019: Primera temporada completa
Racing Point no renovó para 2019 a Ocon, mantuvo a Sergio Pérez y llamó a Lance Stroll, hijo de Lawrence, proveniente de Williams y, mediante un acuerdo de patrocinio nuevo, el equipo pasó a denominarse SportPesa Racing Point, con los motores Mercedes renombrados como BWT Mercedes, como compensación de la pérdida de relevancia patrocinadora de la marca de saneamiento de aguas austriaca, pero conserva el color rosa en sus monoplazas.
Durante la pretemporada, con sus pilotos a bordo del nuevo RP19, generalmente se ubicaban en los puestos retrasados del clasificador, pero prometieron actualizaciones en el monoplaza para las primeras carreras de la temporada. Finalizado el Gran Premio de Canadá, Pérez se ubicaba 10.º con 13 puntos y Stroll 16 con 6.º, y el equipo en la 6.a posición del Campeonato de Constructores con 19 unidades.
Se hicieron importantes cambios en el RP19 para el GP de Alemania. Tras una carrera con lluvia, Stroll logró el mejor resultado de la escudería hasta ese momento con un puesto 4. A partir de Bélgica, Pérez sumó en ocho de nueve carreras y Stroll en dos. Racing Point finalizó en el séptimo puesto en el campeonato.

### 2020: primera victoria en la última temporada

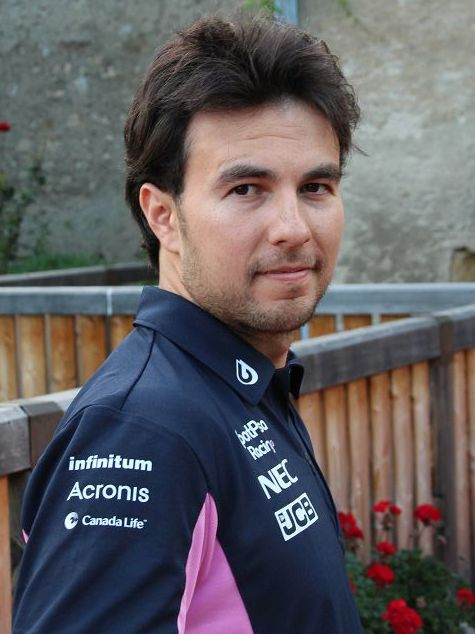
Sergio Pérez logró en Baréin la única victoria de Racing Point F1 Team.

Apenas comenzadas las pruebas de pretemporada, el RP20 mostró una importante mejoría de rendimiento con respecto al anterior monoplaza, siendo acusado de plagio por su extremada similitud al Mercedes W10 de 2019, llamándolo «el Mercedes rosa» por la prensa, directores de escuderías y pilotos. Sergio Pérez marcó el séptimo mejor tiempo en las pruebas.
Finalmente, Renault F1 Team pidió una investigación de los ductos de freno del equipo, que tuvo como resultado que estos no eran más que una copia de los utilizados por Mercedes en 2019. La FIA sancionó a Racing Point con la quita de 15 puntos en el mundial de constructores y una multa de 400 mil euros.
El 6 de diciembre de 2020 en el Gran Premio de Sakhir, Sergio Pérez logró la primera victoria. Tuvo un toque con Charles Leclerc en la primera vuelta, por lo que quedó en último lugar en la primera vuelta pero remontó al tercero. Un coche de seguridad hizo que los Mercedes entraran a boxes, donde hubo una confusión con los neumáticos y tanto George Russell como Valtteri Bottas cayeron en posiciones. Un nuevo problema en el auto de Russell lo obligó a parar nuevamente, y así el mexicano logró su primera victoria y única de la escudería Racing Point, la cual no competirá en 2021.
Racing Point-BWT Mercedes terminó en el cuarto lugar del campeonato de constructores, a siete puntos del tercero, McLaren-Renault. Por su parte, Pérez fue cuarto en el campeonato de pilotos y Lance Stroll 11.º.

## Asociación con Aston Martin
Después de diversas conversaciones entre Aston Martin y Red Bull Racing sin buen puerto para adquirir el equipo, y luego de rumores sobre su posible asociación con Racing Point, se confirma que la temporada 2021 de Fórmula 1 marcará el regreso de la empresa automotriz en lugar de Racing Point, tras su ausencia por más de 60 años en la máxima categoría, dando por finalizada su asociación como patrocinio de Red Bull Racing a final de temporada. Dicho cambio traerá consigo la salida del equipo del mexicano Sergio Pérez y la llegada del múltiple campeón Sebastian Vettel.

## Monoplazas
|                          |
| Force India VJM11 (2018) |

|                          |
| Racing Point RP19 (2019) |

|                          |
| Racing Point RP20 (2020) |

## Resultados

### Pilotos
| Pilotos         | Carreras | Victorias | Poles | VR | Podios | Puntos | Títulos |
| --------------- | -------- | --------- | ----- | -- | ------ | ------ | ------- |
| Sergio Pérez    | 45       | 1         | 0     | 1  | 2      | 209    | 0       |
| Lance Stroll    | 37       | 0         | 1     | 0  | 2      | 96     | 0       |
| Esteban Ocon    | 9        | 0         | 0     | 0  | 0      | 20     | 0       |
| Nico Hülkenberg | 3 (2)    | 0         | 0     | 0  | 0      | 10     | 0       |
| Fuente:         |          |           |       |    |        |        |         |